# The Best of Gabor Szabo
The Best of Gabor Szabo è una Compilation di Gabor Szabo, pubblicato dalla casa discografica Impulse! Records nel 1968.

## Tracce
Lato A
1. Spellbinder – 5:26 (Gabor Szabo) – Tratto dall'album: Spellbinder (1966)
2. Witchcraft – 4:38 (Carolyn Leigh, Cy Coleman) – Tratto dall'album: Spellbinder (1966)
3. Gypsy Queen – 5:10 (Gabor Szabo) – Tratto dall'album: Spellbinder (1966)
4. Paint It Black – 4:40 (Mick Jagger, Keith Richards) – Tratto dall'album: Jazz Raga (1967)

Lato B
1. Sophisticated Wheels – 3:52 (Gabor Szabo) – Tratto dall'album: Jazz Raga (1967)
2. Yesterday – 2:24 (John Lennon, Paul McCartney) – Tratto dall'album: Gypsy '66 (1966)
3. Walk On By – 2:46 (Burt Bacharach, Hal David) – Tratto dall'album: Gypsy '66 (1966)
4. The Beat Goes On – 4:42 (Sonny Bono) – Tratto dall'album Live: The Sorcerer (1967)
5. Little Boat (O barquinho) – 4:14 (Buddy Kaye, Roberto Menescal, Ronaldo Bôscoli) – Tratto dall'album Live: The Sorcerer (1967)

- Brani: Spellbinder / Witchcraft / Gypsy Queen, registrati il 6 maggio 1966 al Rudy Van Gelder Studio di Englewood Cliffs, New Jersey
- Brano: Paint It Black, registrato il 17 agosto 1966 al Rudy Van Gelder Studio di Englewood Cliffs, New Jersey
- Brano: Sophisticated Wheels, registrato il 4 agosto 1966 al Rudy Van Gelder Studio di Englewood Cliffs, New Jersey
- Brani: Yesterday / Walk On By, registrati nel novembre 1965 al Rudy Van Gelder Studio di Englewood Cliffs, New Jersey
- Brani: The Beat Goes On / Little Boat (O barquinho), registrati dal vivo il 14 e 15 aprile 1967 al The Jazz Workshop di Boston, Massachusetts

## Musicisti
Spellbinder / Witchcraft / Gypsy Queen
- Gabor Szabo - chitarra
- Ron Carter - contrabbasso
- Chico Hamilton - batteria
- Willie Bobo - percussioni latine
- Victor Pantoja - percussioni latine[2]

Paint It Black
- Gabor Szabo - chitarra, sitar
- Johnny Gregg - contrabbasso
- Bob Bushnell - basso fender
- Bernard Pretty Purdie - batteria[3]

Sophisticated Wheels
- Gabor Szabo - chitarra, sitar
- Johnny Gregg - contrabbasso
- Bernard Pretty Purdie - batteria[3]

Yesterday
- Gabor Szabo - chitarra
- Barry Galbraith - chitarra
- Sadao Watanabe - flauto
- Gary McFarland - marimba
- Al Stinson - basso
- Grady Tate - batteria
- Willie Rodriguez - percussioni[4]

Walk on By
- Gabor Szabo - chitarra
- Barry Galbraith - chitarra
- Sam Brown - chitarra
- Sadao Watanabe - flauto
- Gary McFarland - marimba
- Richard Davis - basso
- Grady Tate - batteria
- Francisco Pozo - percussioni[4]

The Beat Goes On / Little Boat (O barquinho)
- Gabor Szabo - chitarra
- Jimmy Stewart - chitarra
- Louis Kabok - basso
- Marty Morrell - batteria
- Hal Gordon - percussioni[5]